# Ливонско краљевство
Ливонско краљевство  је била краткотрајна држава на простору данашње Летоније и Естоније која је постојала током Ливонског рата као вазална држава Московске Русије. Постојала је у периоду од 1570. до 1578. године, а једини владар био је Магнус од Холштајна.

## Историја
Ливонско краљевство је била краткотрајна држава која је постојала на простору данашње Летоније и Естоније. Руски цар Иван Грозни прогласио је формирање Краљевине током Ливонског рата (1558-1583). Краљевина је била сателитска држава Московске Русије. Дански војвода Магнус од Холштајна стигао је 10. јуна 1570. године у Москву. Тамо је крунисан за краља Ливоније. Положио је заклетву Ивану и од њега добио одговарајућу повељу у којој је проглашен царевим вазалом. Иван му је Ливонију доделио као наследну Краљевину. Споразум Магнуса и Ивана потврђен је од стране Земског сабора и опричника. Потврдио га је дијак Василиј Шчелкалов. Територија Краљевине још увек није била освојена од Пољско-литванске уније. Ипак, Пилцамски замак изабран је за будућу званичну резиденцију краља. Магнус је са 20.000 руских војника кренуо из Москве да освоји шведски Ревел. Иван се надао подршци краља Фридриха II Данског, Магнусовог старијег брата. Помоћ је изостала, те је до краја марта 1571. године Магнус морао да напусти опсаду. Он губи наклоност руског цара, али добија подршку свога брата. Позива ливонско племство да се уједини у борби против страних окупатора. Иванове снаге напале су и заробиле Магнуса. Он се морао одрећи краљевске титуле. Последње године живота провео је у Пилцаму где је умро марта 1583. године. Крајем Ливонског рата већи делови Старе Ливоније су под контролом Пољско-литванске уније и Војводства Естоније под шведском контролом. Краљевина је и званично престала да постоји 1578. године.